# 小行星5862
小行星5862（5862 Sakanoue）是一颗围绕太阳公转的小行星。1983年1月13日，關勉在藝西天文台发现了此天体。
該小行星以日本氣象學家、業餘天文學家坂上務命名。
这颗小行星的绝对星等为63.98887064970229等。